# Alternaria eichhorniae
Alternaria eichhorniae är en svampart som beskrevs av Nag Raj & Ponnappa 1970. Alternaria eichhorniae ingår i släktet Alternaria och familjen Pleosporaceae.   Inga underarter finns listade i Catalogue of Life.